# 威斯特摩蘭 (紐約州普查規定居民點)
威斯特摩蘭（英語：Westmoreland）是一個位於美國紐約州奧奈達縣的普查規定居民點。

## 人口
根據2020年美國人口普查的數據，威斯特摩蘭的面積為1.85平方千米，皆為陸地。當地共有人口390人，而人口密度為每平方千米211人。